# Испахбады Гиляна
Испахбады Гиляна (перс. اسپهبدان گیلان‎) или Спахбеды из Гиляна — талышская династия, правившая небольшим княжеством в Иране. В XIV веке город Астара был резиденцией правителей.

## История
Согласно Минорскому, не сохранилось никаких подробных сведений о княжестве, которое долгое время существовало на территории между Гиляном и Муганом (Мугань), чьи правители носили титул испахбад или сипахбад. Согласно Ибн Хурдадбеху (который написал не позднее 885 г.) Мугань принадлежал Шекле. К 936 году исфахбад Мугана Ибн-Далула встал на сторону повстанческого вождя Гиляна Лашкари ибн-Марди и выступил против курдского правителя Азарбайджана Дайсама ибн-Ибрахима. Его штаб-квартира, похоже, находилась на северном берегу Аракса, и мы не можем сказать, принадлежал ли он к той же семье, что и более поздние сипахбады Гиляна, чья деятельность была сосредоточена больше на юге, в Талыше. Покойный А. Кесрави обнаружил в диване поэта Катрана любопытную оду об экспедиции, в которую правитель Тебриза Равади Вахсудан (около 1025-59 гг.) отправил в Ардебиль под предводительством своего сына Мамлана. В результате в Ардебиле была построена крепость, и сипахбад Мугани должен был подчиниться завоевателю. Что касается Гиляна, Мустауфи упоминает небольшой городок Исфахбад, который Ятут называет Исфахбудханом, добавляя, что он находится в двух милях от побережья Каспийского моря, но не указывает иным образом его положение. Здесь выращивали кукурузу, рис и немного фруктов, а в соседнем районе было около сотни деревень. Название поселка произошло от Исфахбадов.
В более поздние времена сельджуков мы слышим о «Нусрате ад-дин Абул-Музаффар Испахбад Кия Ливашир», которому Хагани посвятил несколько стихотворений, в которых восхвалял его щедрость и оплакивал его безвременную кончину. В песнопении, написанном после его смерти, он прощается с Шинданом и Арчаваном, первый из которых является древней крепостью (к северу от реки Астара), а второй — деревней, расположенной примерно в 7-8 км к северо-западу. Возможно, это был лишь осколок древней территории сипахбадов, но факт в том, что на ней они сохранились даже во времена монгольских ильханов. В «Истории Улджайту», цитирующей описание Гиляна некоего Асил ад-дина Мухаммада Заузани (во время прибытия Хулагу, около 1256 г.), Шиндан также упоминается как столица сипахбадов. Согласно Сафвату, когда Сафи ад-дин расспрашивал в Фарсе о местонахождении Шейха Захида, ему сказали, что последний жил в части Гиляна, принадлежащей Испахбаду (Гилан-и Испахбад). Далее рассказывается, как Шейх Захид ходатайствовал в пользу Малика Ахмада Исбахбада из Гиляна, когда Газан поссорился с ним и арестовал его, и как Малик Ахмад развлекал шейха. Согласно Хафиз-и Абру, во время похода Улджайту на Гилян (1307 г.) Сипахбад звали Рукн ад-дин Ахмад и он служил проводником для войск Амира Чопана. Следовательно, становится вероятным, что Малик Ахмад, упомянутый в указе Абу-Саида (Мелик Акмад), отдал три деревни (Кенлече, Сидил и Аради) Бадр ад-Дину Махмуду, который был одним и тем же местным правителем. Касим аль-анвар, который жил в 1356—1433 годах и был тесно связан с семьей Сефевидов, в одном из своих стихотворений рассказывает историю о сипахбаде Гилана Джалала ад-дина Хусайна, трон (тахт) которого находился в Астаре.
По словам Минорского, мы не знаем, продолжали ли более поздние правители Астары линию испахбадов. Даже после завоевания русскими Северного Талыша (1813 г.) семья талышских ханов сохраняла некоторые черты испахбадов, но степень ее связи с древними сипахбадами потребовала бы тщательного исследования.
Дом Испахбудхана или Дом Аспахбад был одним из семи парфянских кланов Сасанидской империи. Как и сасаниды, они заявляли о своем происхождении от династии Ахеменидов. Они также утверждали, что происходят от легендарного каянидского деятеля Исфандияра, который был сыном Виштаспы, который, согласно зороастрийским источникам, был одним из первых последователей Зороастра.